# Cistei
Cistei – wieś w Rumunii, w okręgu Alba, w gminie Mihalț. W 2011 roku liczyła 523 mieszkańców.